# Persaksla
Der Persaksla ist ein Felssporn im ostantarktischen Königin-Maud-Land. Er markiert das nördliche Ende der Östlichen Petermannkette im Wohlthatmassiv.
Aus der Luft entdeckt und anhand von Luftaufnahmen kartiert wurde er bei der Deutschen Antarktischen Expedition 1938/39 unter der Leitung des Polarforschers Alfred Ritscher. Weitere Luftaufnahmen und Vermessungen erfolgten bei der Dritten Norwegischen Antarktisexpedition (1956–1960). Namensgeber ist Jan Per Madsen, Meteorologe bei dieser Forschungsreise.